# Coulevon
Coulevon est une commune française située dans le département de la Haute-Saône,  et la région administrative Bourgogne-Franche-Comté. 

## Géographie

### Localisation

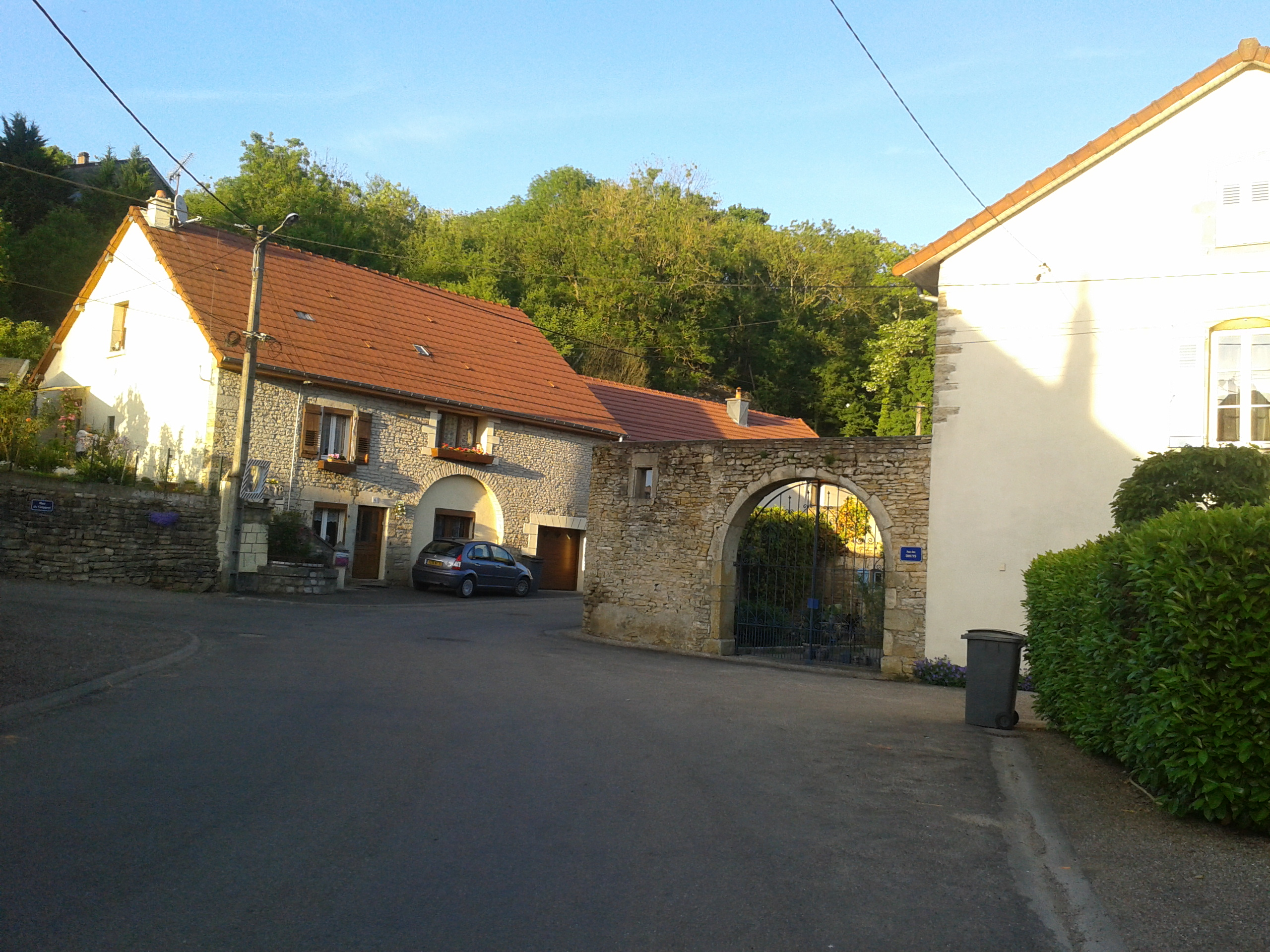

Coulevon est une commune de la région culturelle et historique de Franche-Comté.
Jouxtant par le nord-est de Vesoul, à 4 km du centre de la ville, la commune fait partie de l'aire d'attraction de Vesoul, ainsi que dans sa zone d'emploi et de son bassin de vie.

### Communes limitrophes
Les communes limitrophes sont  Colombier, Comberjon, Frotey-lès-Vesoul, Pusy-et-Épenoux, Vesoul et Villeparois.

### Géologie et relief
La superficie de la commune est de 2,66 km2 ; son altitude varie de 221  à   296 mètres. 
Accroché à un coteau abrupt d'une trentaine de mètres de haut, le village est drainé par le Durgeon et son affluent le Batard. 
Coulevon compte trois ponts, dont un sur le Durgeon qui sépare le village du hameau du Montciel ; l'ouvrage qui enjambe le Batard, et donne accès au quartier des Rêpes, est très étroit.
La vallée est particulièrement encaissée, et le passage de la ligne Paris-Bâle a nécessité une trouée de plusieurs centaines de mètres dans le calcaire compact.

### Hydrographie

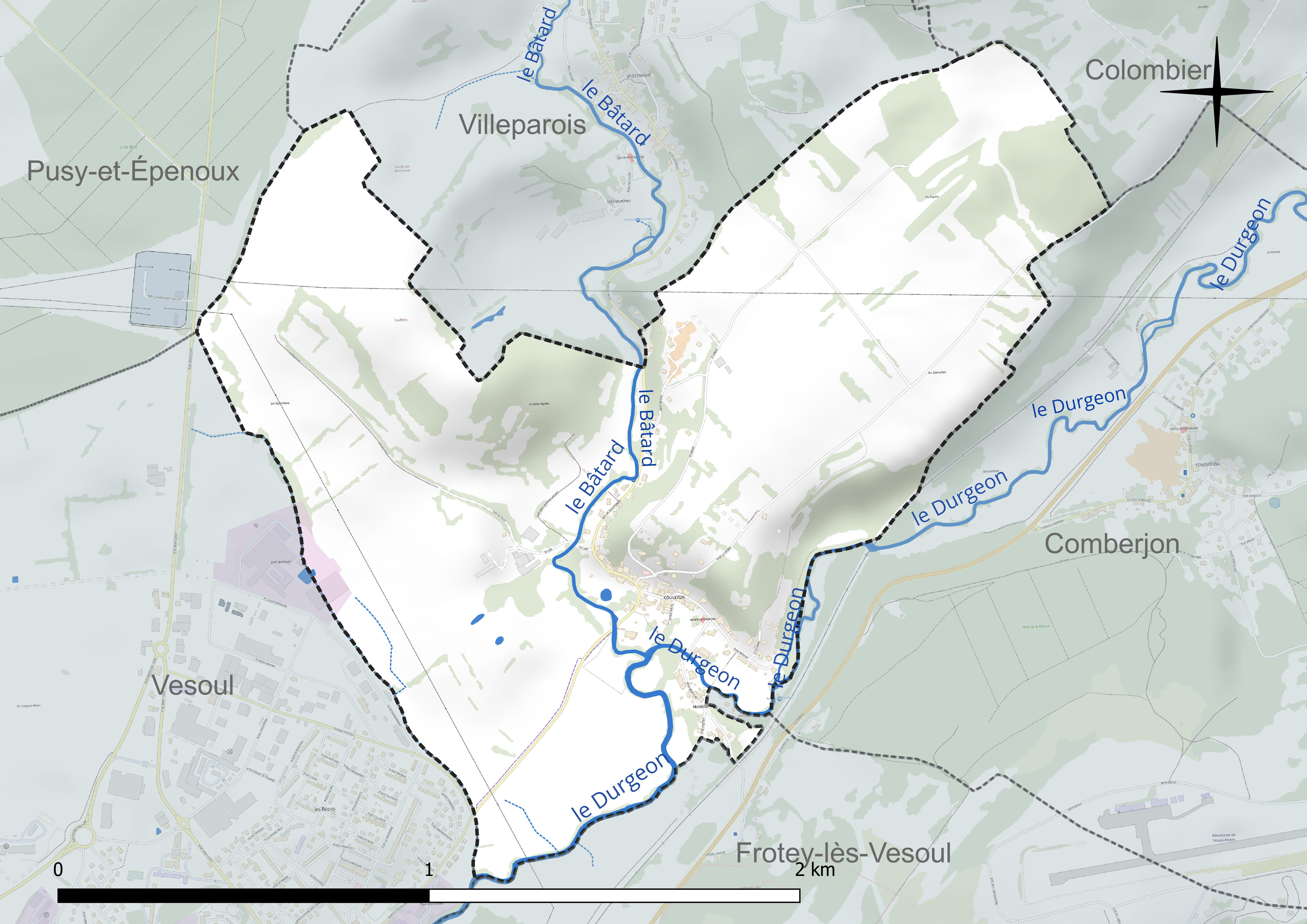
Carte hydrographique de la commune.

Le Durgeon forme partiellement la limite sud-est du territoire communal, et le Batard y conflue.
Le Durgeon est un affluent en rive gauche de la Saône et donc sous-affluent du fleuve le Rhône.

### Climat
Pour des articles plus généraux, voir Climat de la Bourgogne-Franche-Comté et Climat de la Haute-Saône.
En 2010, le climat de la commune est de type climat des marges montargnardes, selon une étude du Centre national de la recherche scientifique s'appuyant sur une série de données couvrant la période 1971-2000. En 2020, Météo-France publie une typologie des climats de la France métropolitaine dans laquelle la commune est exposée à un climat semi-continental et est dans la région climatique  Lorraine, plateau de Langres, Morvan, caractérisée par un hiver rude (1,5 °C), des vents modérés et des brouillards fréquents en automne et hiver. 
Pour la période 1971-2000, la température annuelle moyenne est de 9,9 °C, avec une amplitude thermique annuelle de 17,3 °C. Le cumul annuel moyen de précipitations est de 1 184 mm, avec 13,4 jours de précipitations en janvier et 9,9 jours en juillet. Pour la période 1991-2020, la température moyenne annuelle observée sur la station météorologique de Météo-France la plus proche, « Frotey_sapc », sur la commune de Frotey-lès-Vesoul à 2 km à vol d'oiseau, est de 11,2 °C et le cumul annuel moyen de précipitations est de 914,2 mm. 
La température maximale relevée sur cette station est de 38,5 °C, atteinte le 25 juillet 2019 ; la température minimale est de −14,9 °C, atteinte le 20 décembre 2009,,. 
Les paramètres climatiques de la commune ont été estimés pour le milieu du siècle (2041-2070) selon différents scénarios d'émission de gaz à effet de serre à partir des nouvelles projections climatiques de référence DRIAS-2020. Ils sont consultables sur un site dédié publié par Météo-France en novembre 2022.

### Paysages

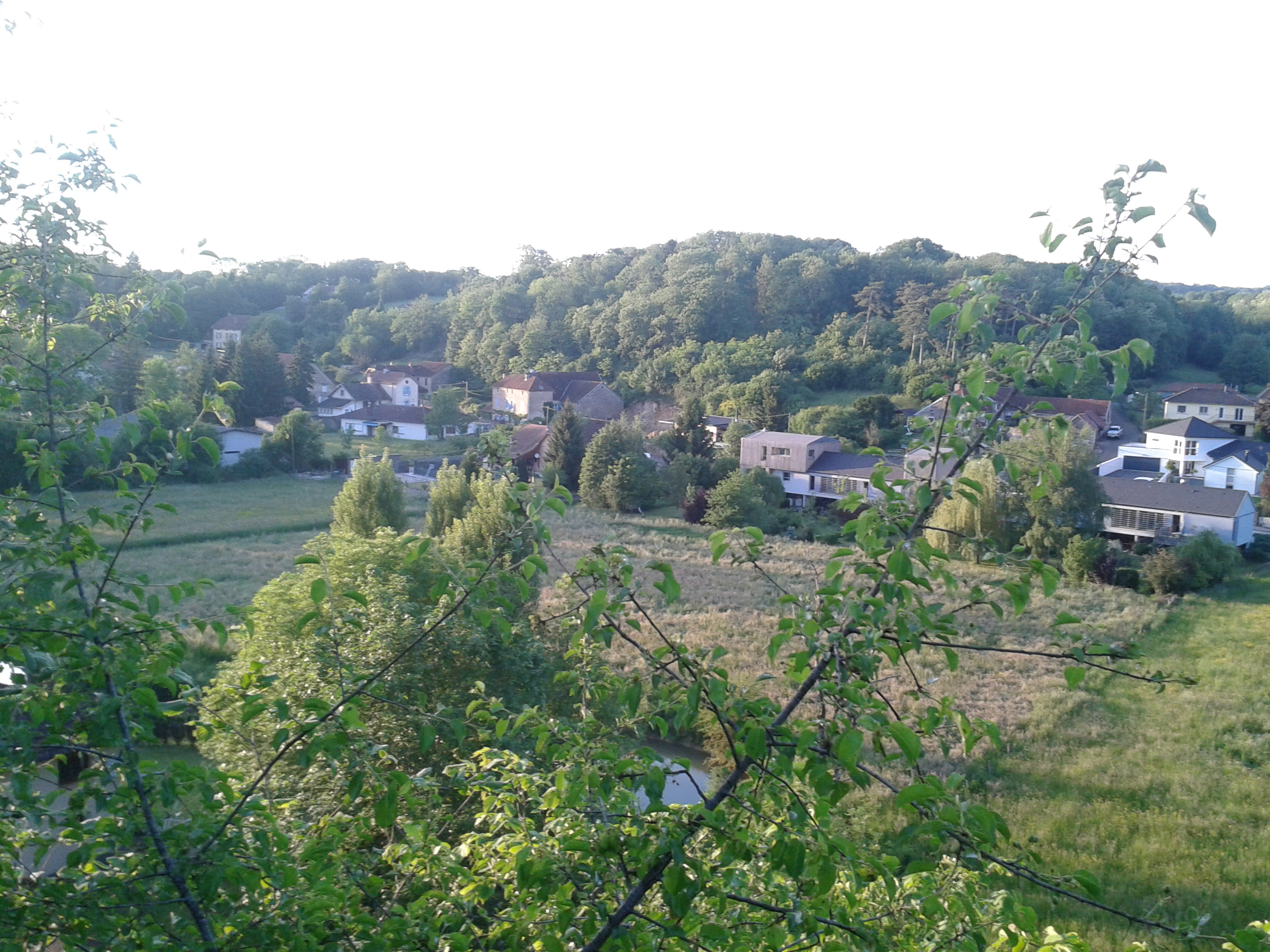

Nous sommes dans un paysage jurassien, faisant le pendant de la Motte de Vesoul et du Sabot de Frotey.

## Urbanisme

### Typologie
Au 1er janvier 2024, Coulevon est catégorisée commune rurale à habitat dispersé, selon la nouvelle grille communale de densité à sept niveaux définie par l'Insee en 2022.
Elle est située hors unité urbaine. Par ailleurs la commune fait partie de l'aire d'attraction de Vesoul, dont elle est une commune de la couronne,. Cette aire, qui regroupe 158 communes, est catégorisée dans les aires de 50 000 à moins de 200 000 habitants,.

### Occupation des sols

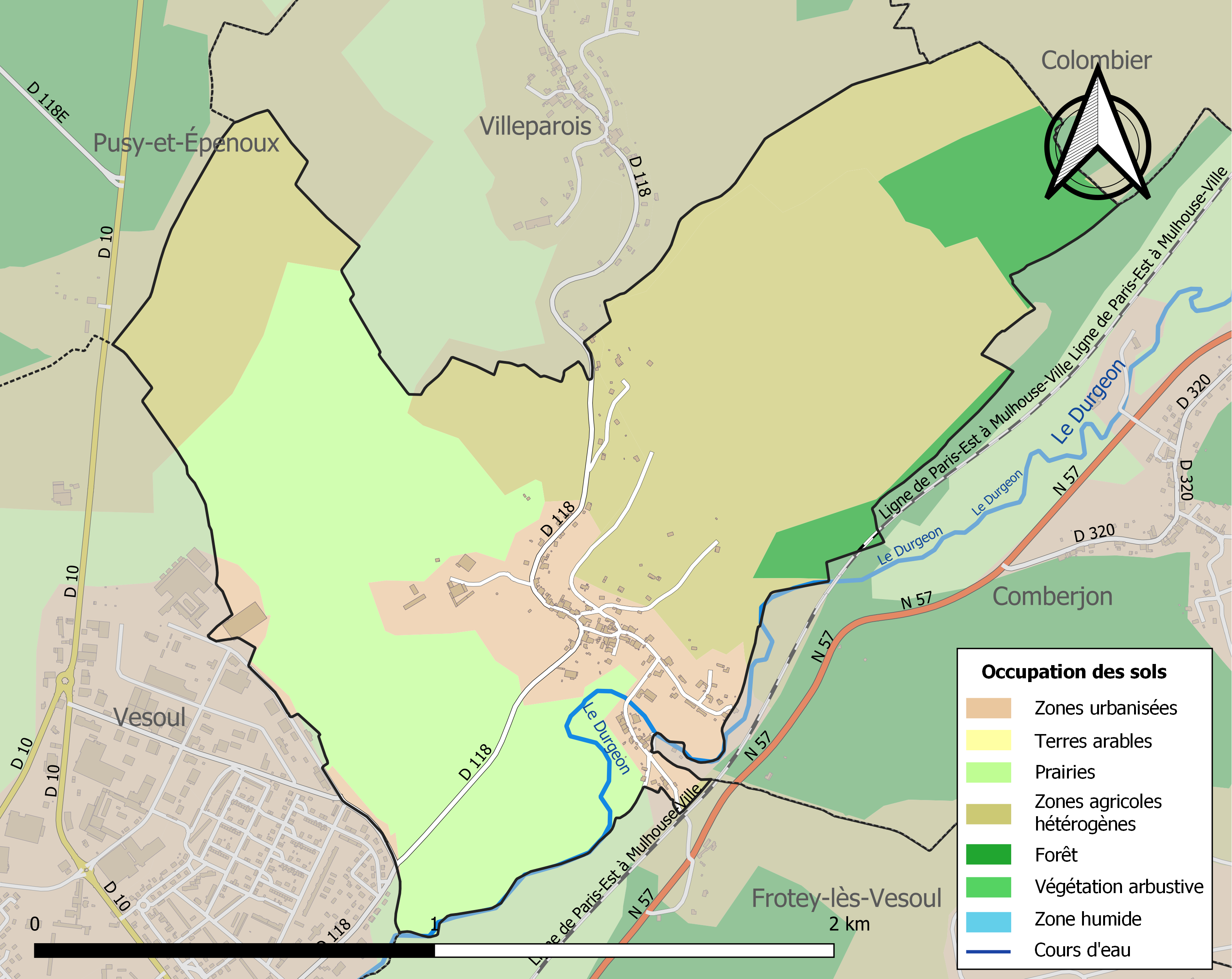
Carte des infrastructures et de l'occupation des sols de la commune en 2018 (CLC).

L'occupation des sols de la commune, telle qu'elle ressort de la base de données européenne d’occupation biophysique des sols Corine Land Cover (CLC), est marquée par l'importance des territoires agricoles (82,7 % en 2018), une proportion sensiblement équivalente à celle de 1990 (83,1 %). 
La répartition détaillée en 2018 est la suivante : zones agricoles hétérogènes (50 %), prairies (32,7 %), zones urbanisées (10,2 %), forêts (6,6 %), zones industrielles ou commerciales et réseaux de communication (0,6 %). 
L'évolution de l’occupation des sols de la commune et de ses infrastructures peut être observée sur les différentes représentations cartographiques du territoire : la carte de Cassini (XVIIIe siècle), la carte d'état-major (1820-1866) et les cartes ou photos aériennes de l'IGN pour la période actuelle (1950 à aujourd'hui).

### Morphologie urbaine
Coulevon présente une architecture préservée avec de vieilles maisons en pierre et des murs de pierres sèches.

### Lieux-dits, hameaux et écarts
La commune compte un hameau, Montciel, relié au village par un pont.

### Habitat et logement
En 2021, le nombre total de logements dans la commune était de 94, alors qu'il était de 97 en 2016 et de 93 en 2011. 
Parmi ces logements, 90,8 % étaient des résidences principales, 1,5 % des résidences secondaires et 7,7 % des logements vacants. Ces logements étaient pour 92,9 % d'entre eux des maisons individuelles et pour 7,1 % des appartements. 
Le tableau ci-dessous présente la typologie des logements à Coulevon en 2021 en comparaison avec celle de la Haute-Saône et de la France entière. Une caractéristique marquante du parc de logements est ainsi la faible proportion des résidences secondaires et logements occasionnels (1,5 %) par rapport au département (6,2 %) et à la France entière (9,7 %). 
| Typologie                                               | Coulevon | Haute-Saône | France entière |
| ------------------------------------------------------- | -------- | ----------- | -------------- |
| Résidences principales (en %)                           | 90,8     | 83,2        | 82,2           |
| Résidences secondaires et logements occasionnels (en %) | 1,5      | 6,2         | 9,7            |
| Logements vacants (en %)                                | 7,7      | 10,6        | 8,1            |

### Voies de communication et transports

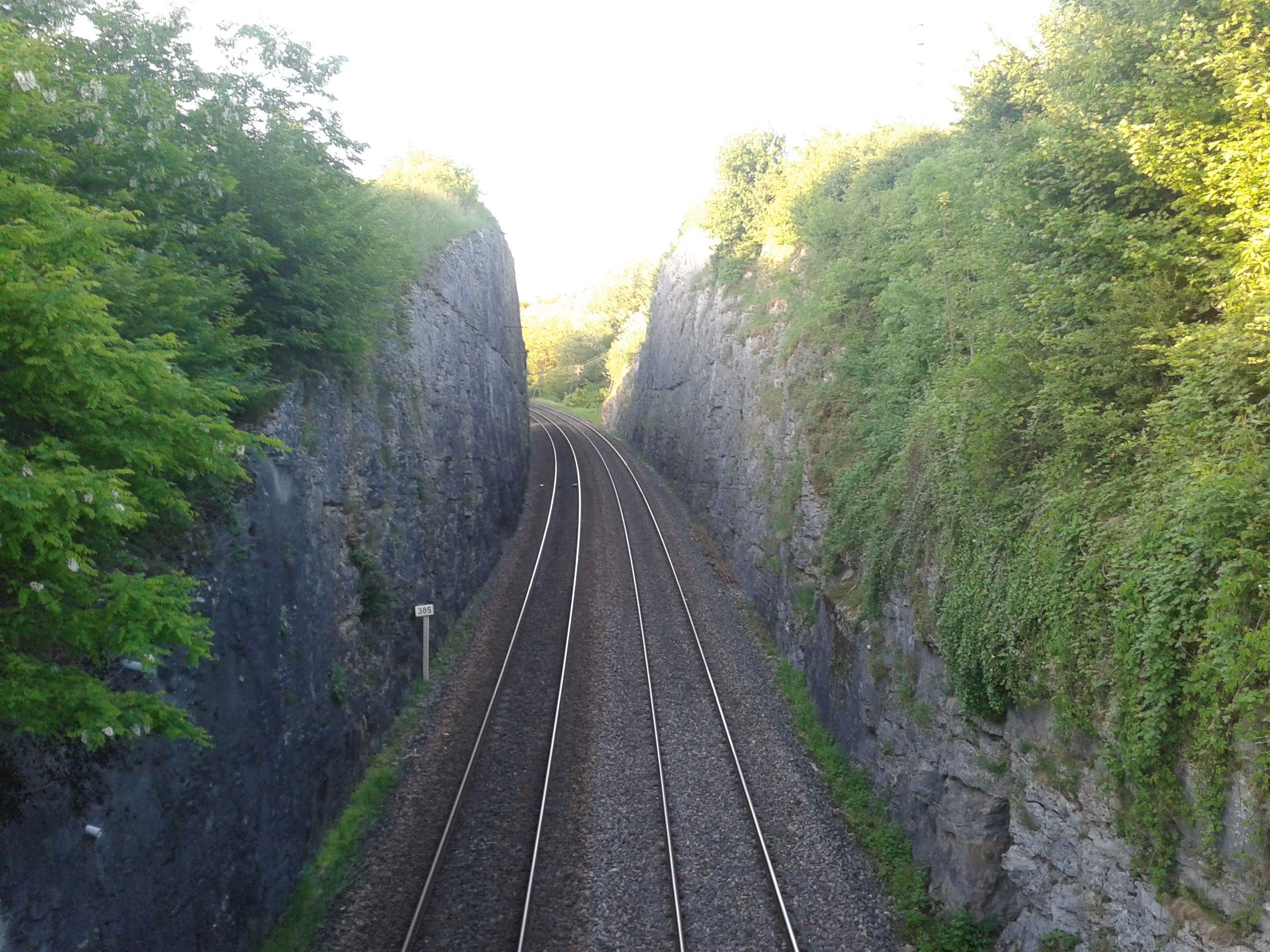
La ligne de Paris-Est à Mulhouse-Ville passe en limite de Coulevon.

La commune est desservie par la RD 118 et est tangentée par l'est par la Route nationale 57, quiç lui donnent un accès aisé à Vesoul.
La ligne Paris-Bâle tangente par le sud-est la commune, mais la station de chemin de fer la plus proche est la Gare de Vesoul, desservie 
- par les trains TER Grand Est de la relation Paris-Est – Troyes – Culmont - Chalindrey – Vesoul – Belfort – Mulhouse-Ville ;
- par des trains TER Bourgogne-Franche-Comté, qui effectuent des missions entre Vesoul et Belfort

La commune est desservie par le réseau de transports en commun VBus+ de la communauté d'agglomération de Vesoul

## Politique et administration

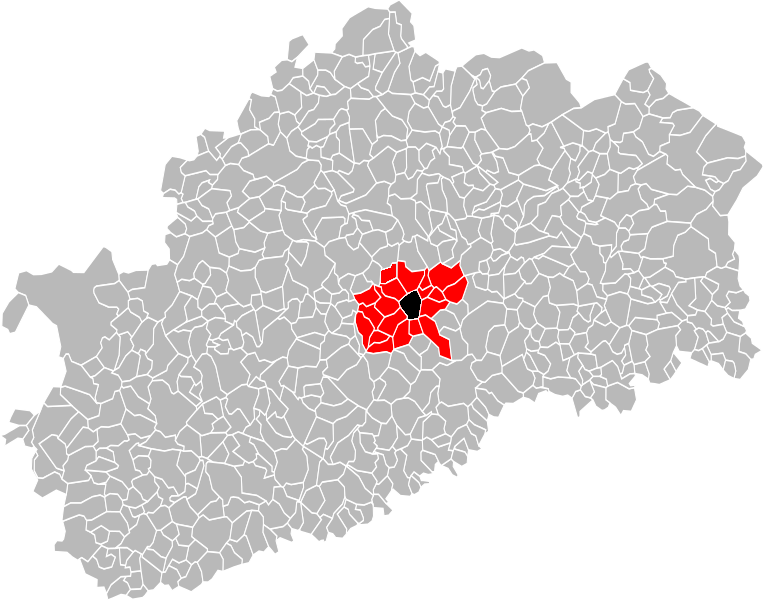
Carte départementale montrant en rouge les communes de la communauté d'agglomération de Vesoul.

### Rattachements administratifs et électoraux

#### Rattachements administratifs
La commune se trouve dans l'arrondissement de Vesoul du département de la Haute-Saône, en région Bourgogne-Franche-Comté.  
Elle faisait partie de 1793 à 1973 du canton de Vesoul, année où celui-ci est scindé et Coulevon rattaché au canton de Vesoul-Est. Dans le cadre du redécoupage cantonal de 2014 en France, cette circonscription administrative territoriale a disparu, et le canton n'est plus qu'une circonscription électorale.

#### Rattachements électoraux
Pour les élections départementales, la commune fait partie depuis 2014 du canton de Vesoul-2.
Pour l'élection des députés, elle fait partie de la première circonscription de la Haute-Saône.

### Intercommunalité
Coulevon fait partie depuis 2003 de la communauté de communes de l'agglomération de Vesoul, un établissement public de coopération intercommunale (EPCI) à fiscalité propre créé en 2000, et qui s'est transformée en 2012 en communauté d'agglomération  sous le nom de communauté d'agglomération de Vesoul.
La commune lui transféré un certain nombre de ses compétences, dans les conditions déterminées par le code général des collectivités territoriales.
Cette intercommunalité fait partie du pays de Vesoul et du Val de Saône.

### Administration municipale
Conformément aux dispositions relatives à la population de la commune, le conseil municipal est composé de 11 membres.

### Liste des maires
| Période                                  | Période                        | Identité     | Étiquette | Qualité |
| ---------------------------------------- | ------------------------------ | ------------ | --------- | --- |
| Les données manquantes sont à compléter. |                                |              |           | |
|                                          |                                |              |           | |
| 1980                                     | mars 2001                      | Emma Morizot |           | |
| mars 2001                                | En cours (au 30 novembre 2023) | Pierre Emann |           | Employé retraité Vice-président de la communauté d'agglomération de Vesoul (2020 → ) Réélu pour le mandat 2020-2026, |

## Population et société
Les habitants sont les Coulevonais.

### Démographie
L'évolution du nombre d'habitants est connue à travers les recensements de la population effectués dans la commune depuis 1793. Pour les communes de moins de 10 000 habitants, une enquête de recensement portant sur toute la population est réalisée tous les cinq ans, les populations de référence des années intermédiaires étant quant à elles estimées par interpolation ou extrapolation. Pour la commune, le premier recensement exhaustif entrant dans le cadre du nouveau dispositif a été réalisé en 2007.

En 2022, la commune comptait 173 habitants, en évolution de −4,42 % par rapport à 2016 (Haute-Saône : −1,4 %, France hors Mayotte : +2,11 %).
| 1793 | 1800 | 1806 | 1821 | 1831 | 1836 | 1841 | 1846 | 1851 |
| ---- | ---- | ---- | ---- | ---- | ---- | ---- | ---- | ---- |
| 183  | 195  | 174  | 219  | 198  | 198  | 195  | 205  | 200  |

| 1856 | 1861 | 1866 | 1872 | 1876 | 1881 | 1886 | 1891 | 1896 |
| ---- | ---- | ---- | ---- | ---- | ---- | ---- | ---- | ---- |
| 192  | 201  | 206  | 192  | 181  | 182  | 181  | 180  | 186  |

| 1901 | 1906 | 1911 | 1921 | 1926 | 1931 | 1936 | 1946 | 1954 |
| ---- | ---- | ---- | ---- | ---- | ---- | ---- | ---- | ---- |
| 191  | 168  | 162  | 116  | 136  | 141  | 125  | 156  | 171  |

| 1962 | 1968 | 1975 | 1982 | 1990 | 1999 | 2006 | 2007 | 2012 |
| ---- | ---- | ---- | ---- | ---- | ---- | ---- | ---- | ---- |
| 174  | 202  | 201  | 223  | 216  | 206  | 195  | 193  | 195  |

| 2017 | 2022 | - | - | - | - | - | - | - |
| ---- | ---- | - | - | - | - | - | - | - |
| 173  | 173  | - | - | - | - | - | - | - |

### Manifestations culturelles et festivités
Festival Musicoul (rock) organisé en juin par le Clac (culture, loisirs et animation à Coulevon), dont la 12e édition a eu lieu en 2016,.

### Sports et loisirs
La commune compte un hippodrome éphémère aménagé sur des terrains agricoles, l'un  des trois français, qui a connu en août 2016 la 18e  édition de ses courses hippiques,.

### Vie associative
L'association «  Capcoul » met en valeur la culture, l’art, et le patrimoine de la commune,.

## Culture locale et patrimoine

### Lieux et monuments

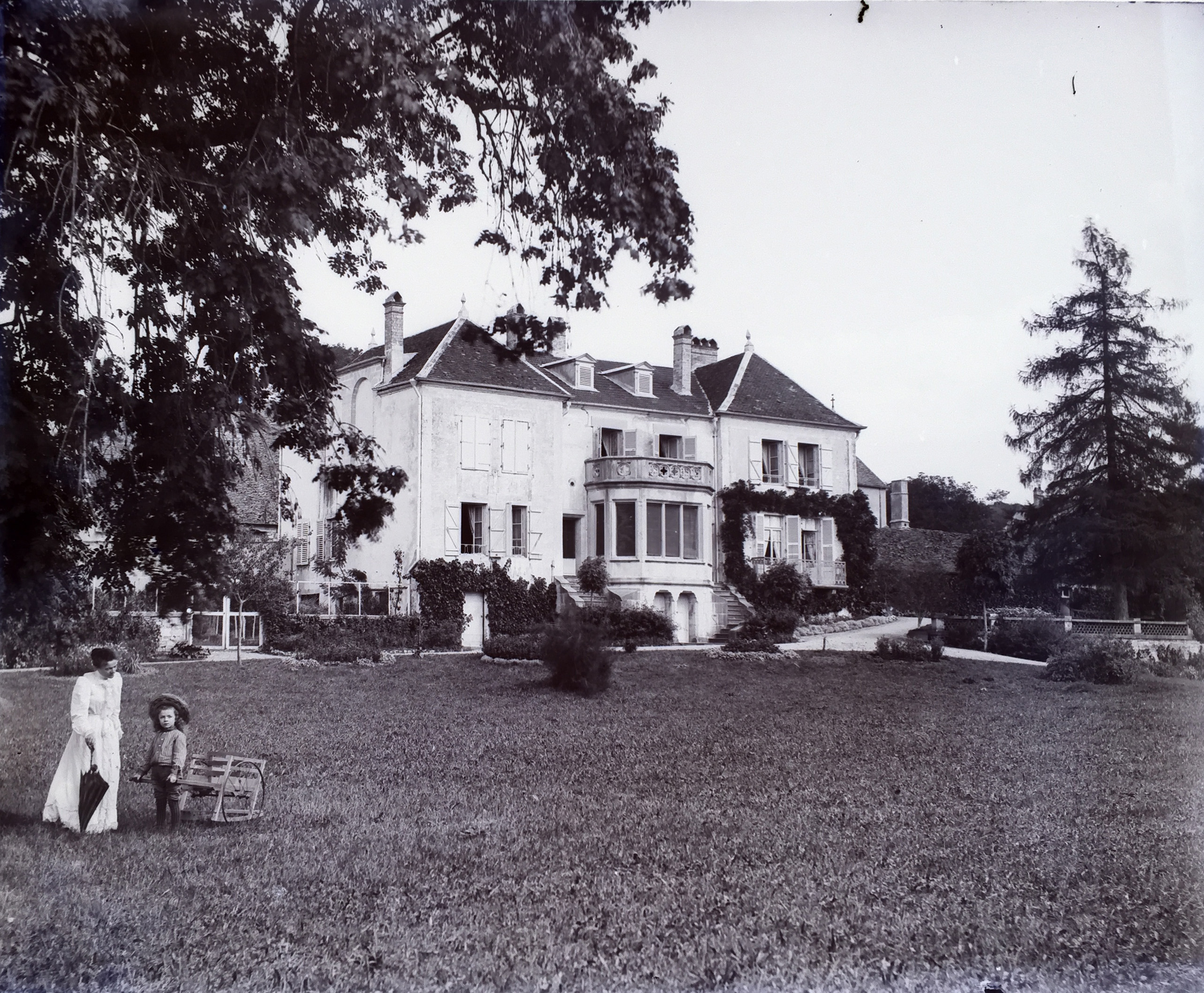
Le château, autrefois.

- Chapelle Saint-Georges, reconstruite au XIXe siècle. Elle contient un bas-relief de l'école Rhénane du XVIe siècle offerte par Jean-Léon Gérôme, un retable du XVIIIe siècle et une Visitation de la Vierge Marie de Jules-Alexis Muenier[26].

- Une grotte de 20 mètres de long, 5 à 6 mètres de large et 3 à 7 mètres de haut s'étend, dans un domaine privé, sous la falaise à l'est de la commune ; elle a servi de cave à fromage durant la Seconde Guerre mondiale[22].

- Une statue de la Vierge surplombe le village depuis 1800 ; elle a nécessité 6 bœufs pour la transporter en haut de la côte[22]. Elle est rénovée en 2025[27].

- Maison de maître, au bord du Batard, Cette ancienne propriété des parents du peintre Jean-Léon Gérôme a ensuite été cédée à Jules-Alexis Muenier[22].

- Lavoir.

- Point de vue vers Vesoul[26].

- Circuit de promenade sur le thème des peintres Jean-Léon Gérôme et Jules-Alexis Muenier[28].

### Personnalités liées à la commune
- Charles Galmiche (1804-1874), zoologiste et archéologue français qui a introduit le premier élevage domestique de lamas en France et restauré le Saint-Mont dans le massif des Vosges, est mort à Coulevon.
- Jean-Léon Gérôme (1824-1904),, peintre, sculpteur et graveur français, y séjourne un temps.
- Jules-Alexis Muenier (1863 - 1942), peintre, photographe, élève de Gérôme, surnommé le petit maître de Coulevon, a vécu dans la maison de maître au bord du Bâtard et y est mort. 
Sa toile, offerte  à l’occasion des noces d’or de l’abbé Gonzal, prêtre de la paroisse,  représentant la Visitation de la Vierge Marie est visible dans l’église du village[22],[29]

## Pour approfondir